# 국제회계기준위원회
국제회계기준위원회(International Accounting Standards Board, 약칭 IASB)는 1973년 영국에서 설립된 단체로, 국제적인 회계 기준을 제정, 배포하고 있다. 대한민국에서는 한국회계연구원의 회계기준위원회(Korea Accounting Standards Board)가 이같은 역할을 하고 있다.

## IASB 미션
재단에 따르면 그들의 사명(Mission Statement)은
"develop IFRS® Standards that bring transparency, accountability and efficiency to financial markets around the world. Our work serves the public interest by fostering trust, growth, and long-term financial stability in the global economy."
"전 세계 금융 시장에 투명성, 책임성 및 효율성을 제공하는 IFRS 표준을 개발합니다. 우리의 업무는 글로벌 경제에서 신뢰, 성장 및 장기적인 재정 안정을 촉진함으로써 공익에 기여합니다."
을  주요하게 언급할 수 있다.
IFRS 표준(International Financial Reporting Standards,IFRS Standards)은 IFRS 재단(IFRS Foundation)의 독립적인 표준 제정 기관인 IASB (International Accounting Standards Board)에서 개발했다. IASB는 2001년 3월 1일 전임기구인 IASC (International Accounting Standards Committee)로부터 회계 기준을 설정하는 책임을 맡았다. 이것은 미래를 위한 IASC 형성에 관한 권고 사항 보고서의 권장 사항에 기반한 구조 조정의 정점이었다.
IASB는 IFRS 재단이 채택한 3계층 구조의 일부를 구성하며 IFRS 표준 및 관련 기술 활동을 설정한다. IASB는 조직의 거버넌스, IASB 회원 임명 및 자금 지원을 담당하는 IFRS 재단 관리위원회가 감독하고있다. IFRS 재단은 자본 시장 당국의 모니터링위원회에 공개적이고 공식적으로 책임을 진다.

## K-IFRS
K-IFRS는 국제회계기준위원회(IASB)에서 제정한 국제회계기준(IFRS)을 주요하게 채택한 것으로, 2009년부터 원하는 기업에 대하여 조기적용하고 2011년부터 모든 상장기업에 의무적용하고있다.

## 같이 보기
- IMF
- 기업회계기준